# КК Доњецк
КК Доњецк (укр. БК Донецьк) је бивши украјински кошаркашки клуб из Доњецка. Такмичио се у Суперлиги Украјине и повремено у ВТБ лиги.

## Историја
Клуб је основан 2006. године. Место у Суперлиги Украјине изборио је 2008. и од тада је постао њен редован учесник, изузев сезоне 2009/10. коју није окончао услед финансијских проблема. Титулу првака Украјине освојио је 2012. године.
Када су европска такмичења у питању, у Еврокупу је највиши домет било четврфинале у сезони 2011/12, а у Еврочеленџу прва групна фаза у сезони 2009/10. Био је повремени учесник и регионалне ВТБ лиге.
Клуб се угасио 2014. због Кримске кризе, због које је иступио из даљег такмичења ВТБ лиге иако је резултатски обедбедио доигравање за титулу у њој. Своју последњу сезону у украјинском шампионату завршио је на четвртом месту.

## Успеси
- Првенство Украјине:
  - Првак (1): 2012.
  - Другопласирани (2): 2009, 2011.

## Познатији играчи
- Вуле Авдаловић
- Огњен Ашкрабић
- Рамел Кари
- Вјачеслав Кравцов
- Олександр Липовиј
- Мајкл Ли
- Демаркус Нелсон
- Андре Овенс
- Иван Раденовић
- Војдан Стојановски
- Диор Фишер
- Бранко Цветковић

## Познатији тренери
- Саша Обрадовић
- Владе Јовановић